# Chapter Two: Red
Chapter Two: Red è il terzo EP della cantante statunitense Bea Miller, pubblicato il 2 giugno 2017 dalla Hollywood Records.

## Tracce
1. Like That – 3:16
2. Buy Me Diamonds – 3:12
3. Warmer – 3:14